# Salix brachista
Salix brachista är en videväxtart som beskrevs av Camillo Karl Schneider. Salix brachista ingår i släktet viden, och familjen videväxter.

## Underarter
Arten delas in i följande underarter:
- S. b. integra
- S. b. pilifera